# Echipa națională de fotbal a Ghanei
Echipa națională de fotbal a Ghanei, cunoscută sub porecla Stelele Negre, este echipa națională de fotbal a Ghanei și este controlată de Asociația Ghaneză de Fotbal. Înainte de a obține independența de la Marea Britanie în anul 1957,  ei se numeau Coasta de Aur.

## Premii
- Cupa Africii pe Națiuni
  - Campioni (4): 1963, 1965, 1978, 1982
  - Finaliști (5): 1968, 1970, 1992, 2010, 2015

Cupa Africii pe Națiuni de Vest 6 titluri	
- Jocurile Africii (2 medalii de bronz): 1978, 2003

## Performanțe la Campionatul Mondial
| 1930 - 1962 | Nu a participat  | Nu a participat  | Nu a participat  | Nu a participat  | Nu a participat  | Nu a participat  | Nu a participat  | Nu a participat  | Nu a participat  | Nu a participat  |
| 1966        | S-a retras       | S-a retras       | S-a retras       | S-a retras       | S-a retras       | S-a retras       | S-a retras       | S-a retras       | S-a retras       | S-a retras       |
| 1970 - 1978 | Nu s-a calificat | Nu s-a calificat | Nu s-a calificat | Nu s-a calificat | Nu s-a calificat | Nu s-a calificat | Nu s-a calificat | Nu s-a calificat | Nu s-a calificat | Nu s-a calificat |
| 1982        | S-a retras       | S-a retras       | S-a retras       | S-a retras       | S-a retras       | S-a retras       | S-a retras       | S-a retras       | S-a retras       | S-a retras       |
| 1986 - 2002 | Nu s-a calificat | Nu s-a calificat | Nu s-a calificat | Nu s-a calificat | Nu s-a calificat | Nu s-a calificat | Nu s-a calificat | Nu s-a calificat | Nu s-a calificat | Nu s-a calificat |
| 2006        | Optimi           | 13               | 4                | 2                | 0                | 2                | 4                | 6                |                  |                  |
| 2010        | Sferturi         | 7                | 5                | 2                | 2                | 1                | 5                | 4                |                  |                  |
| 2014        | Faza Grupelor    | 25               | 3                | 0                | 1                | 2                | 4                | 6                |                  |                  |
| 2018        | Nu s-a calificat | Nu s-a calificat | Nu s-a calificat | Nu s-a calificat | Nu s-a calificat | Nu s-a calificat | Nu s-a calificat | Nu s-a calificat | Nu s-a calificat | Nu s-a calificat |
| 2022        | Faza Grupelor    | 24               | 3                | 1                | 0                | 2                | 5                | 7                |                  |                  |
| 2026        | Va urma          | Va urma          | Va urma          | Va urma          | Va urma          | Va urma          | Va urma          | Va urma          | Va urma          | Va urma          |
| Total       | 4/22             | Locul 7          | 15               | 5                | 3                | 7                | 18               | 23               |                  |                  |

## Rezultate
| Rezultate obținute la Campionatul Mondial | Rezultate obținute la Campionatul Mondial | Rezultate obținute la Campionatul Mondial | Rezultate obținute la Campionatul Mondial |
| Anul                                      | Runda                                     | Scor                                      | Rezultat                                  |
| ----------------------------------------- | ----------------------------------------- | ----------------------------------------- | ----------------------------------------- |
| 2006                                      | Faza Grupelor                             | Ghana 0 – 2 Italia                        | Înfrângere                                |
| 2006                                      | Faza Grupelor                             | Ghana 2 – 0 Cehia                         | Victorie                                  |
| 2006                                      | Faza Grupelor                             | Ghana 2 – 1 Statele Unite ale Americii    | Victorie                                  |
| 2006                                      | Optimi                                    | Ghana 0 – 3 Brazilia                      | Înfrângere                                |
| 2010                                      | Faza Grupelor                             | Ghana 1 – 0 Serbia                        | Victorie                                  |
| 2010                                      | Faza Grupelor                             | Ghana 1 – 1 Australia                     | Egal                                      |
| 2010                                      | Faza Grupelor                             | Ghana 0 – 1 Germania                      | Înfrângere                                |
| 2010                                      | Optimi                                    | Ghana 2 – 1 Statele Unite ale Americii    | Victorie                                  |
| 2010                                      | Sferturi                                  | Ghana 1 – 1 Uruguay                       | Egal                                      |
| 2010                                      | Sferturi                                  | Ghana 2 – 4 Uruguay                       | Penalti                                   |
| 2014                                      | Faza Grupelor                             | Ghana 1 – 2 Statele Unite ale Americii    | Înfrângere                                |
| 2014                                      | Faza Grupelor                             | Ghana 2 – 2 Germania                      | Egal                                      |
| 2014                                      | Faza Grupelor                             | Ghana 1 – 2 Portugalia                    | Înfrângere                                |
| 2022                                      | Faza Grupelor                             | Ghana 2 – 3 Portugalia                    | Înfrângere                                |
| 2022                                      | Faza Grupelor                             | Ghana 3 – 2 Coreea de Sud                 | Victorie                                  |
| 2022                                      | Faza Grupelor                             | Ghana 0 – 2 Uruguay                       | Înfrângere                                |

## Adversari
| Adversar      | Meciuri | Victorie | Remiză | Înfrângere |               | Adversar | Meciuri | Victorie | Remiză | Înfrângere |
| ------------- | ------- | -------- | ------ | ---------- | ------------- | -------- | ------- | -------- | ------ | ---------- |
| Statele Unite | 3       | 2        | 0      | 1          | Germania      | 2        | 0       | 1        | 1      |            |
| Portugalia    | 2       | 0        | 0      | 2          | Uruguay       | 2        | 0       | 1        | 1      |            |
| Australia     | 1       | 0        | 1      | 0          | Brazilia      | 1        | 0       | 0        | 1      |            |
| Cehia         | 1       | 1        | 0      | 0          | Coreea de Sud | 1        | 1       | 0        | 0      |            |
| Italia        | 1       | 0        | 0      | 1          | Serbia        | 1        | 1       | 0        | 0      |            |
| 5 echipe      | 8       | 3        | 1      | 4          | 5 echipe      | 7        | 2       | 2        | 3      |            |

## Performanțe la Cupa Africii pe Națiuni
| 1957 | Nu a participat  | 1976 | Nu s-a calificat | 1994 | Locul patru        | / 2012 | Locul patru |
| 1959 | Nu a participat  | 1978 | Campioni         | 1996 | Locul patru        | 2013   | Locul patru |
| 1962 | Nu s-a calificat | 1980 | Runda 1          | 1998 | Runda 1            | 2015   | Locul doi   |
| 1963 | Campioni         | 1982 | Campioni         | 2000 | Sferturi de finală | 2017   | Locul patru |
| 1965 | Campioni         | 1984 | Runda 1          | 2002 | Sferturi de finală | 2019   | Optimi      |
| 1968 | Locul doi        | 1986 | Nu s-a calificat | 2004 | Nu s-a calificat   | 2021   |             |
| 1970 | Locul doi        | 1988 | Nu s-a calificat | 2006 | Runda 1            | 2023   |             |
| 1972 | Nu s-a calificat | 1990 | Nu s-a calificat | 2008 | Locul trei         | 2025   |             |
| 1974 | Nu s-a calificat | 1992 | Locul doi        | 2010 | Locul doi          | 2027   |             |

## Lotul pentru Cupa Mondială 2022
Următori jucători au fost convocați pentru a disputa meciurile de la Campionatul Mondial de Fotbal 2022.
| Nr. | Poz. | Jucător               | Data nașterii (vârsta)         | Selecții | Goluri | Club                   |
| --- | ---- | --------------------- | ------------------------------ | -------- | ------ | ---------------------- |
| 1   | P    | Lawrence Ati-Zigi     | 29 noiembrie 1996 (28 de ani)  | 11       | 0      | St. Gallen             |
| 12  | P    | Ibrahim Danlad        | 2 decembrie 2002 (22 de ani)   | 4        | 0      | Asante Kotoko          |
| 16  | P    | Abdul Manaf Nurudeen  | 8 februarie 1999 (26 de ani)   | 2        | 0      | Eupen                  |
|     |      |                       |                                |          |        |                        |
| 2   | F    | Tariq Lamptey         | 30 septembrie 2000 (24 de ani) | 2        | 0      | Brighton & Hove Albion |
| 3   | F    | Denis Odoi            | 27 mai 1988 (36 de ani)        | 4        | 0      | Club Brugge            |
| 4   | F    | Mohammed Salisu       | 17 aprilie 1999 (25 de ani)    | 3        | 1      | Southampton            |
| 14  | F    | Gideon Mensah         | 18 iulie 1998 (26 de ani)      | 12       | 0      | Auxerre                |
| 15  | F    | Joseph Aidoo          | 29 septembrie 1995 (29 de ani) | 11       | 0      | Celta Vigo             |
| 17  | F    | Baba Rahman           | 2 iulie 1994 (30 de ani)       | 48       | 1      | Reading                |
| 18  | F    | Daniel Amartey        | 21 decembrie 1994 (30 de ani)  | 46       | 0      | Leicester City         |
| 23  | F    | Alexander Djiku       | 9 august 1994 (30 de ani)      | 18       | 1      | Strasbourg             |
| 26  | F    | Alidu Seidu           | 4 iunie 2000 (24 de ani)       | 4        | 0      | Clermont               |
|     |      |                       |                                |          |        |                        |
| 5   | M    | Thomas Partey         | 13 iunie 1993 (31 de ani)      | 40       | 13     | Arsenal                |
| 6   | M    | Elisha Owusu          | 7 noiembrie 1997 (27 de ani)   | 3        | 0      | Gent                   |
| 8   | M    | Daniel-Kofi Kyereh    | 8 martie 1996 (29 de ani)      | 15       | 0      | SC Freiburg            |
| 10  | M    | André Ayew            | 17 decembrie 1989 (35 de ani)  | 110      | 23     | Al-Sadd                |
| 13  | M    | Daniel Afriyie        | 26 iunie 2001 (23 de ani)      | 7        | 3      | Hearts of Oak          |
| 20  | M    | Mohammed Kudus        | 2 august 2000 (24 de ani)      | 18       | 4      | Ajax                   |
| 21  | M    | Salis Abdul Samed     | 26 martie 2000 (24 de ani)     | 1        | 0      | Lens                   |
|     |      |                       |                                |          |        |                        |
| 7   | A    | Abdul Fatawu Issahaku | 8 martie 2004 (21 de ani)      | 13       | 1      | Sporting CP            |
| 9   | A    | Jordan Ayew           | 11 septembrie 1991 (33 de ani) | 84       | 19     | Crystal Palace         |
| 11  | A    | Osman Bukari          | 13 decembrie 1998 (26 de ani)  | 7        | 1      | Red Star Belgrade      |
| 19  | A    | Iñaki Williams        | 15 iunie 1994 (30 de ani)      | 3        | 0      | Athletic Bilbao        |
| 22  | A    | Kamaldeen Sulemana    | 15 februarie 2002 (23 de ani)  | 13       | 0      | Rennes                 |
| 24  | A    | Kamal Sowah           | 9 ianuarie 2000 (25 de ani)    | 1        | 0      | Club Brugge            |
| 25  | A    | Antoine Semenyo       | 7 ianuarie 2000 (25 de ani)    | 4        | 1      | Bristol City           |

## Cei mai selecționați jucători
La 5 septembrie 2017
* Jucatorii scriși îngroșat sunt înca activi în fotbal.
| #  | Nume                   | Carieră      | Selecții | Goluri |
| -- | ---------------------- | ------------ | -------- | ------ |
| 1  | Asamoah Gyan           | 2003–prezent | 106      | 51     |
| 2  | Richard Kingson        | 1996–2011    | 92       | 1      |
| 3  | John Paintsil          | 2001–2013    | 90       | 0      |
| 4  | Sulley Muntari         | 2002–2014    | 85       | 20     |
| 5  | John Mensah            | 2001–2012    | 83       | 3      |
| 6  | André Ayew             | 2007–present | 79       | 14     |
| 7  | Emmanuel Agyemang-Badu | 2008–prezent | 78       | 11     |
| 8  | Harrison Afful         | 2008–prezent | 75       | 0      |
| 9  | Kwadwo Asamoah         | 2009–prezent | 69       | 4      |
| 10 | Abedi Pele             | 1982–1998    | 67       | 19     |

## Cei mai buni marcatori
La 8 iunie 2009
| # | Jucător           | Goluri | Selecții |
| - | ----------------- | ------ | -------- |
| 1 | Abédi Pelé        | 33     | 73       |
| 2 | Tony Yeboah       | 29     | 59       |
| 3 | Karim Abdul Razak | 25     | 70       |

## Echipa tehnică
| Antrenor principal    | Goran Stevanović |
| Antrenor secund       | Akwasi Appiah    |
| Antrenorul de fitness | Vacant           |
| Antrenor portari      | Edward Ansah     |
| Psiholog              | Dr. Yao Mfodwo   |
| Fizioterapeut         | Charles Botchway |
| Medicul echipei       | Dr Percy Annan   |
| Al doilea doctor      | Dr Allan Akaba   |

### Antrenori principali
| Data numirii | Numele antrenorului      |
| ------------ | ------------------------ |
| 2011 -       | Goran Stevanović         |
| 2008 - 2010  | Milovan Rajevac          |
| 2008         | Sellas Tetteh (interim)  |
| 2006 - 2008  | Claude Le Roy            |
| 2004 - 2006  | Ratomir Dujković         |
| 2004         | Sam Arday (interim)      |
| 2004         | Mariano Barreto          |
| 2003         | Ralf Zumdick             |
| 2003         | Burkhard Ziese           |
| 2002         | Emmanuel Akwasi Afranie  |
| 2002         | Milan Živadinović        |
| 2001 - 2002  | Fred Osam-Duodu          |
| 2001         | Cecil Jones Attuquayefio |

| Data numirii | Numele antrenorului |
| ------------ | ------------------- |
| 2000         | Fred Osam-Duodu     |
| 1999 - 2000  | Giuseppe Dossena    |
| 1997 - 1998  | Rinus Israël        |
| 1996 - 1997  | Sam Arday           |
| 1996         | Ismael Kurtz        |
| 1995         | Petre Gavrilă       |
| 1995         | Jørgen E. Larsen    |
| 1994         | E.J. Aggrey-Fynn    |
| 1993         | Fred Osam-Duodu     |
| 1992 - 1993  | Otto Pfister        |
| 1990 - 1992  | Burkhard Ziese      |
| 1988 - 1989  | Fred Osam-Duodu     |
| 1986 - 1987  | Rudi Gutendorf      |

| Data numirii | Numele antrenorului     |
| ------------ | ----------------------- |
| 1984         | Herbert Addo            |
| 1984         | Emmanuel Akwasi Afranie |
| 1982 - 1983  | C. K. Gyamfi^           |
| 1978 - 1981  | Fred Osam-Duodu^        |
| 1977 - 1978  | O. C. Sampaio           |
| 1974 - 1975  | Karl Weigang            |
| 1973 - 1974  | Nicolae Nicușor Dumitru |
| 1968 - 1970  | Karl Heinz Marotzke     |
| 1967         | Carlos Alberto Parreira |
| 1963 - 1965  | C. K. Gyamfi^           |
| 1963         | Josef Ember             |
| 1959 - 1962  | Adreas Sjolberg         |
| 1958 - 1959  | George Ainsley          |

^A câștigat Cupa Africii pe Națiuni în timpul mandatului